# Ильин, Модест Михайлович
Моде́ст Миха́йлович Ильи́н (1889—1967) — советский ботаник, заслуженный деятель науки РСФСР (1960).

## Биография
Модест Михайлович Ильин родился 17 октября 1889 года в городе Гура-Кальвария Варшавской губернии. Семья переехала в Красноярск, где Модест получил начальное образование. Под влиянием директора Красноярского музея А. Я. Тугаринова стал интересоваться естественными науками, в особенности ботаникой. В 1909 году поступил на медицинский факультет Томского университета. Там он посещал лекции известного ботаника В. В. Сапожникова.
В 1912 году Ильин переехал в Санкт-Петербург, решив продолжить обучение на отделении естественных наук физико-математического факультета Санкт-Петербургского университета. Работал также ассистентом В. Л. Комарова и Б. А. Федченко в Гербарии Петербургского университета (ныне — гербарий Ботанического института РАН). В 1916 году окончил Петербургский университет и стал хранителем в Гербарии.
Длительное время преподавал в Ленинградском университете, однако постоянно занимался и исследованиями. Автор множества работ по флоре Средней Азии, описал большое количество новых видов из самых разнообразных семейств растений. Обработал многие роды растений для многотомной монографии «Флора СССР». В 1935 году Ильин получил степень доктора биологических наук без защиты диссертации.
Умер на 78-году жизни и был похоронен на Северном кладбище Санкт-Петербурга.

## Награды и звания
- орден Трудового Красного Знамени (10.06.1945)
- Заслуженный деятель науки РСФСР

## Некоторые научные работы
- Ильин М. М. Сем. LIII. Маревые — Chenopodiaceae Less. // Флора СССР = Flora URSS : в 30 т. / гл. ред. В. Л. Комаров. — М. ; Л. : Изд-во АН СССР, 1936. — Т. 6 / ред. тома Б. К. Шишкин. — С. 2—354. — 956, XXXVI с. — 5200 экз.
- Ильин М. М. Сем. C. Мальвовые — Malvaceae Juss. // Флора СССР = Flora URSS : в 30 т. / начато при рук. и под гл. ред. В. Л. Комарова. — М. ; Л. : Изд-во АН СССР, 1949. — Т. 15 / ред. тома Б. К. Шишкин, Е. Г. Бобров. — С. 23—184. — 742 с. — 4000 экз.
- Ильин М. М. Каучуконосность флоры СССР // Каучук и каучуконосы. — 2. — М.—Л., 1953. — С. 9—104.
- Ильин М. М. Роды 1584—1588. // Флора СССР = Flora URSS : в 30 т. / начато при рук. и под гл. ред. В. Л. Комарова. — М. ; Л. : Изд-во АН СССР, 1962. — Т. 27 / ред. тома Б. К. Шишкин, Е. Г. Бобров. — С. 538—713. — 653 с.

## Роды и некоторые виды растений, названные в честь М. М. Ильина
- Iljinia Korovin, 1935
- Modestia Kharadze & Tamamsch., 1956 [≡ Anacantha (Iljin) Soják, 1982, nom. nov.]
- Astragalus iljinii Rzazade, 1956
- Atriplex iljinii Aellen, 1939
- Carduus modestii Tamamsch., 1953
- Carex iljinii V.I.Krecz., 1935
- Centaurea iljinii Czerniak., 1930
- Centaurea modestii Fed., 1948
- Chenopodium iljinii Golosk., 1950
- Jurinea iljinii Grossh., 1947
- Jurinea modestii Czerep., 1982, nom. nov.
- Malva iljinii I.Riedl, 1976, nom. nov.
- Neogaillonia iljinii Lincz., 1973 [≡ Plocama iljinii (Lincz.) M.Backlund & Thulin, 2007]
- Rosa iljinii Chrshan. ex Gadzh., 1973
- Senecio iljinii Schischk., 1961
- Thymus iljinii Klokov & Des.-Shost., 1936